# Бачжун
Бачжу́н (кит. упр. 巴中, пиньинь Bāzhōng) — городской округ в провинции Сычуань КНР.

## История
В 1993 году постановлением Госсовета КНР округ Дасянь (达县地区) был переименован в округ Дачуань (达川地区), и при этом из него был выделен округ Бачжун (巴中地区), в состав которого вошли уезды Тунцзян, Наньцзян, Бачжун и Пинчан.
В 2000 году постановлением Госсовета КНР округ Бачжун был преобразован в городской округ, а территория бывшего городского уезда Бачжун стала районом Бачжоу в его составе.
В 2013 году половина района Бачжоу была выделена в отдельный район Эньян.

## Административно-территориальное деление
Городской округ Бачжун делится на 2 района, 3 уезда:
| Карта                                | Карта  | Карта    | Карта     | Карта          | Карта            | Карта         | Карта                      |
| ------------------------------------ | ------ | -------- | --------- | -------------- | ---------------- | ------------- | -------------------------- |
| Бачжоу Эньян Тунцзян Наньцзян Пинчан |        |          |           |                |                  |               |                            |
| #                                    | Статус | Название | Иероглифы | Пиньинь        | Население (2004) | Площадь (км²) | Плотность населения (/км²) |
| 1                                    | Район  | Бачжоу   | 巴州区    | Bāzhōu qū      |                  | 1404          |                            |
| 1                                    | Район  | Эньян    | 恩阳区    | Ēnyáng qū      |                  | 1156          |                            |
| 2                                    | Уезд   | Тунцзян  | 通江县    | Tōngjiāng xiàn | 720 000          | 4125          | 175                        |
| 3                                    | Уезд   | Наньцзян | 南江县    | Nánjiāng xiàn  | 630 000          | 3383          | 186                        |
| 4                                    | Уезд   | Пинчан   | 平昌县    | Píngchāng xiàn | 960 000          | 2227          | 431                        |

## Экономика

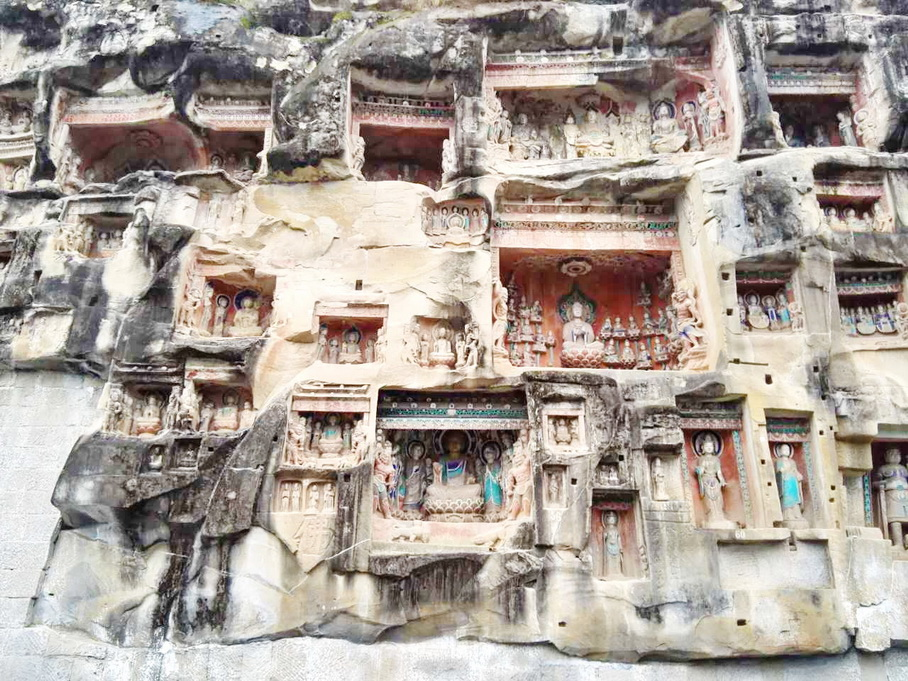
Скальные скульптуры Нанькань

Развит туризм, многочисленных посетителей привлекают старинные городки и гробницы, буддийские храмы, скульптуры и пагоды.
В округе базируются пищевые фабрики Sichuan Hupopo Food, Bazhong Huichang Food и Tongjiang County Hongsheng Foodstuff, фабрики алкогольных напитков Jiangkouchun Wine Industry Group и Yuanhongxiao Jiaolou Winery, заводы стройматериалов Bazhong Qiangsheng Building Materials, Nanjiang County Cement Group, Pingchang Herun Building Materials и Tongjiang County Ruiyuan Building Materials, мотоциклетный завод Zunrun Motorcycle Manufacturing, фармацевтическая фабрика Bazhong Purui Pharmaceutical.

## Транспорт

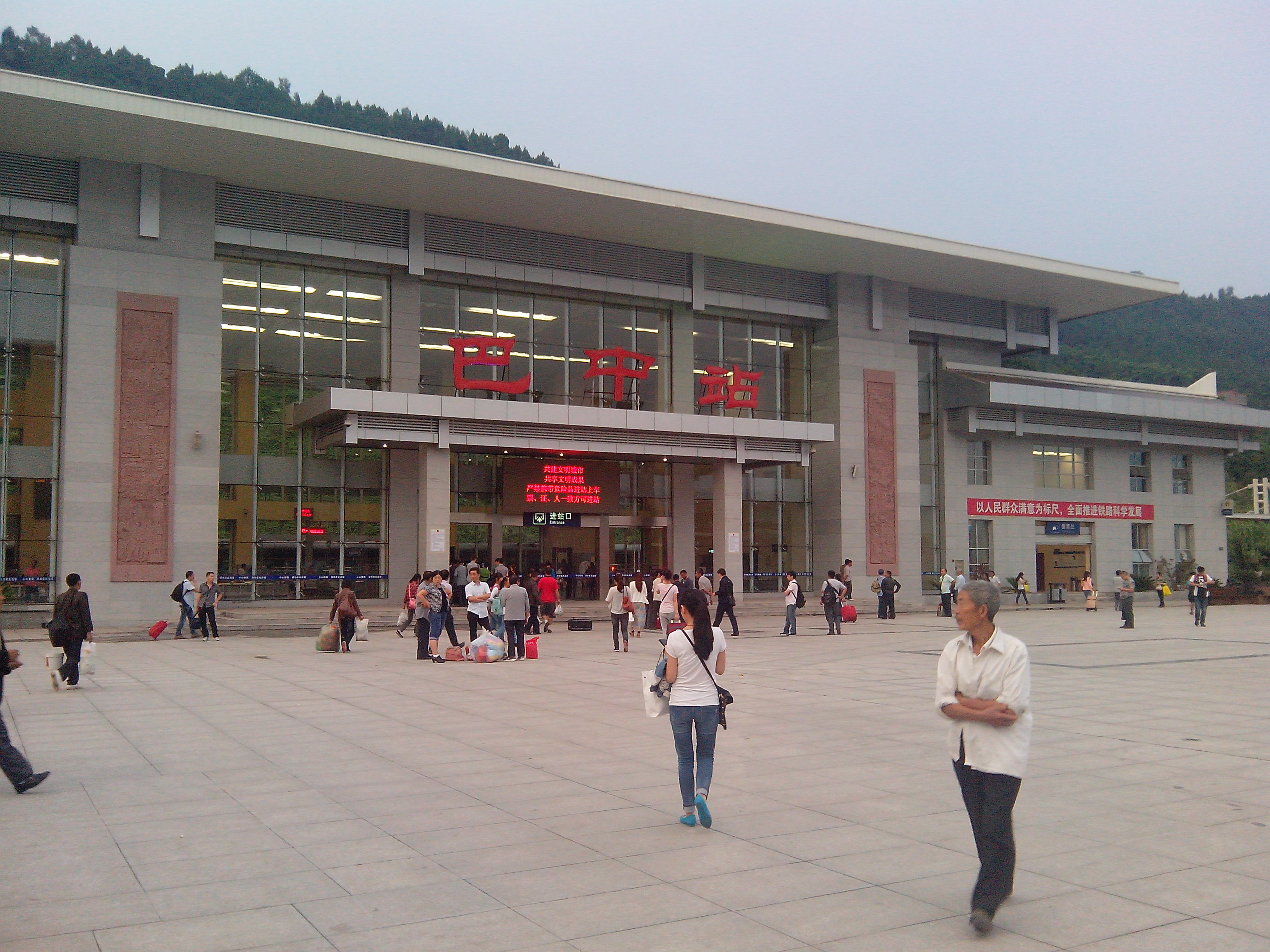
Вокзал Бачжун

### Железнодорожный
Округ обслуживают две региональные железные дороги: Бачжун — Дачжоу и Бачжун — Гуанъюань.

### Авиационный
В 2019 году был введён в эксплуатацию аэропорт Бачжун-Эньян (Эньян).